# Општина Мотозинтла (Чијапас)
Мотозинтла (шп. Motozintla) општина је у Мексику у савезној држави Чијапас. Општина се налази на надморској висини од 1280 м.

## Становништво
Према подацима из 2010. у општини је живело 69119 становника.

### Хронологија
| Година       | 2000                  | 2005                  | 2010                  |
| ------------ | --------------------- | --------------------- | --------------------- |
| Становништво | 59875 (30121 / 29754) | 58115 (28681 / 29434) | 69119 (34033 / 35086) |

### Попис
| \| \| м \| \| \| ж \| \| 0—2 \| 2.394 \| \| \| 2.306 \| \| 3—5 \| 2.640 \| \| \| 2.678 \| \| 6—11 \| 5.363 \| \| \| 5.351 \| \| 12—14 \| 2.780 \| \| \| 2.692 \| \| 15—17 \| 2.468 \| \| \| 2.507 \| \| 18—24 \| 4.039 \| \| \| 4.504 \| \| 60+ \| 2.637 \| \| \| 2.510 \| \| Просек : \| 25,5 \| \| \| 25,8 \| |       |  |  |       |
| |       |  |  |       |
| | м     |  |  | ж     |
| 0—2 | 2.394 |  |  | 2.306 |
| 3—5 | 2.640 |  |  | 2.678 |
| 6—11 | 5.363 |  |  | 5.351 |
| 12—14 | 2.780 |  |  | 2.692 |
| 15—17 | 2.468 |  |  | 2.507 |
| 18—24 | 4.039 |  |  | 4.504 |
| 60+ | 2.637 |  |  | 2.510 |
| Просек : | 25,5  |  |  | 25,8  |

| #   | Индикатор                                                                                        | Вредност |
| --- | ------------------------------------------------------------------------------------------------ | -------- |
| 1   | Становништво од 0 до 2 године                                                                    | 4700     |
| 2   | Мушко становништво од 0 до 2 године                                                              | 2394     |
| 3   | Женско становништво од 0 до 2 године                                                             | 2306     |
| 4   | Становништво са 3 и више година                                                                  | 64339    |
| 5   | Мушко становништво са 3 и више година                                                            | 31604    |
| 6   | Женско становништво са 3 и више година                                                           | 32735    |
| 7   | Становништво са 5 и више година                                                                  | 60792    |
| 8   | Мушко становништво са 5 и више година                                                            | 29861    |
| 9   | Женско становништво са 5 и више година                                                           | 30931    |
| 10  | Становништво са 12 и више година                                                                 | 48307    |
| 11  | Мушко становништво са 12 и више година                                                           | 23601    |
| 12  | Женско становништво са 12 и више година                                                          | 24706    |
| 13  | Становништво са 15 и више година                                                                 | 42835    |
| 14  | Мушко становништво са 15 и више година                                                           | 20821    |
| 15  | Женско становништво са 15 и више година                                                          | 22014    |
| 16  | Становништво са 18 и више година                                                                 | 37860    |
| 17  | Мушко становништво са 18 и више година                                                           | 18353    |
| 18  | Женско становништво са 18 и више година                                                          | 19507    |
| 19  | Становништво од 3 до 5 година                                                                    | 5318     |
| 20  | Мушко становништво од 3 до 5 година                                                              | 2640     |
| 21  | Женско становништво од 3 до 5 година                                                             | 2678     |
| 22  | Становништво од 6 до 11 година                                                                   | 10714    |
| 23  | Мушко становништво од 6 до 11 година                                                             | 5363     |
| 24  | Женско становништво од 6 до 11 година                                                            | 5351     |
| 25  | Становништво од 8 до 14 година                                                                   | 12760    |
| 26  | Мушко становништво од 8 до 14 година                                                             | 6425     |
| 27  | Женско становништво од 8 до 14 година                                                            | 6335     |
| 28  | Становништво од 12 до 14 година                                                                  | 5472     |
| 29  | Мушко становништво од 12 до 14 година                                                            | 2780     |
| 30  | Женско становништво од 12 до 14 година                                                           | 2692     |
| 31  | Становништво од 15 до 17 година                                                                  | 4975     |
| 32  | Мушко становништво од 15 до 17 година                                                            | 2468     |
| 33  | Женско становништво од 15 до 17 година                                                           | 2507     |
| 34  | Становништво од 18 до 24 године                                                                  | 8543     |
| 35  | Мушко становништво од 18 до 24 године                                                            | 4039     |
| 36  | Женско становништво од 18 до 24 године                                                           | 4504     |
| 37  | Женско становништво од 15 до 49 година                                                           | 17297    |
| 38  | Становништво са 60 и више година                                                                 | 5147     |
| 39  | Мушко становништво са 60 и више година                                                           | 2637     |
| 40  | Женско становништво са 60 и више година                                                          | 2510     |
| 41  | Однос између мушкараца и жена                                                                    | 97       |
| 42  | Становништво од нуле до 14 година                                                                | 26204    |
| 43  | Становништво од 15 до 64 године                                                                  | 39257    |
| 44  | Становништво од 65 година и више                                                                 | 3578     |
| 45  | Просечан број деце                                                                               | 2.81     |
| 46  | Становништво рођено у ентитету                                                                   | 67834    |
| 47  | Мушко становништво рођено у ентитету                                                             | 33441    |
| 48  | Женско становништво рођено у ентитету                                                            | 34393    |
| 49  | Становништво рођено у другом ентитету                                                            | 547      |
| 50  | Мушко становништво рођено у другом ентитету                                                      | 266      |
| 51  | Женско становништво рођено у другом ентитету                                                     | 281      |
| 52  | Становништво од 5 година и више резидентно у ентитету у јуну 2005. године                        | 59413    |
| 53  | Мушко становништво старосног доба од 5 година и више, резидентно у ентитету у јуну 2005. године  | 29003    |
| 54  | Женско становништво старосног доба од 5 и више година, резидентно у ентитету у јуну 2005. године | 30410    |
| 55  | Становништво од 5 година и више које је живело у другом ентитету у јуну 2005. године             | 442      |
| 56  | Мушко становништво старије од 5 година које је живело у другом ентитету у јуну 2005. године      | 245      |
| 57  | Женско становништво старије од 5 година које је живело у другом ентитету у јуну 2005. године     | 197      |
| 58  | Становништво од 3 године и више које говори аутохтони језик                                      | 755      |
| 59  | Мушко становништво старо 3 године и више које говори аутохтони језик                             | 466      |
| 60  | Женско становништво старо 3 године и више које говори аутохтони језик                            | 289      |
| 61  | Становништво од 3 године и више које говори аутохтони језик и не говори шпански језик            | 3        |
| 62  | Мушко становништво старо 3 године и више које говори аутохтони језик и не говори шпански         | 0        |
| 63  | Женско становништво старо 3 године и више које говори аутохтони језик и не говори шпански језик  | 3        |
| 64  | Становништво старо 3 године и више које говори аутохтони језик и шпански                         | 662      |
| 65  | Мушко становништво старо 3 године и више које говори аутохтони језик и шпански                   | 413      |
| 66  | Женско становништво старо 3 године и више које говори аутохтони језик и шпански                  | 249      |
| 67  | Становништво од 5 година и више које говори аутохтони језик                                      | 752      |
| 68  | Становништво од 5 година и више које говори аутохтони језик и не говори шпански језик            | 3        |
| 69  | Становништво од 5 година и више које говори аутохтони језик и говори шпански језик               | 661      |
| 70  | Становништво у домородачким домаћинствима                                                        | 2279     |
| 71  | Становништво са ограничењима у активностима                                                      | 2173     |
| 72  | Становништво са ограниченим ходањем или кретањем, горе или доле                                  | 1348     |
| 73  | Становници са ограничењима вида, чак и уз кориштење сочива                                       | 453      |
| 74  | Становништво са ограничењима говора, комуникације или конверзације                               | 204      |
| 75  | Становништво са ограниченим слухом                                                               | 200      |
| 76  | Становништво са ограничењима при одевању, купању или јелу                                        | 87       |
| 77  | Становништво са ограничењима у опажању или учењу једноставних ствари                             | 55       |
| 78  | Становништво са менталним ограничењима                                                           | 155      |
| 79  | Становништво без ограничења активности                                                           | 66318    |
| 80  | Становништво од 3 до 5 година које не похађа школу                                               | 2604     |
| 81  | Мушко становништво од 3 до 5 година које не похађа школу                                         | 1312     |
| 82  | Женско становништво од 3 до 5 година које не похађа школу                                        | 1292     |
| 83  | Становништво од 6 до 11 година које не похађа школу                                              | 524      |
| 84  | Мушко становништво од 6 до 11 година које не похађа школу                                        | 250      |
| 85  | Женско становништво од 6 до 11 година које не похађа школу                                       | 274      |
| 86  | Становништво од 12 до 14 година које не похађа школу                                             | 724      |
| 87  | Мушко становништво од 12 до 14 година које не похађа школу                                       | 349      |
| 88  | Женско становништво од 12 до 14 година које не похађа школу                                      | 375      |
| 89  | Становништво од 15 до 17 година похађа школу                                                     | 2784     |
| 90  | Мушко становништво од 15 до 17 година похађа школу                                               | 1363     |
| 91  | Женско становништво између 15 и 17 година живота у школи                                         | 1421     |
| 92  | Становништво од 18 до 24 године похађа школу                                                     | 1273     |
| 93  | Мушко становништво од 18 до 24 године похађа школу                                               | 633      |
| 94  | Женско становништво од 18 до 24 године похађа школу                                              | 640      |
| 95  | Становништво од 8 до 14 година које не може да чита и пише                                       | 754      |
| 96  | Мушко становништво старосног доба од 8 до 14 година које не може да чита и пише                  | 425      |
| 97  | Женско становништво старосног доби од 8 до 14 година које не може да чита и пише                 | 329      |
| 98  | Становништво од 15 година и више које је неписмено                                               | 5209     |
| 99  | Мушко становништво од 15 година и више које је неписмено                                         | 1635     |
| 100 | Женско становништво од 15 година и више које је неписмено                                        | 3574     |
| 101 | Становништво старо 15 и више година без школовања                                                | 4753     |
| 102 | Мушко становништво старо 15 и више година без школовања                                          | 1611     |
| 103 | Женско становништво старо 15 и више година без школовања                                         | 3142     |
| 104 | Становништво старосног доба 15 и више година са непотпуним основним образовањем                  | 12376    |
| 105 | Мушко становништво старосног доба од 15 година и више са непотпуном основним образовањем         | 6198     |
| 106 | Женско становништво старосног доба 15 и више година са непотпуном основним образовањем           | 6178     |
| 107 | Становништво старо 15 и више година са комплетним основним образовањем                           | 9933     |
| 108 | Мушко становништво старо 15 година и више са комплетним основним образовањем                     | 5024     |
| 109 | Женско становништво старо 15 и више година са комплетним основним образовањем                    | 4909     |
| 110 | Становништво старосног доба 15 и више година са непотпуним средњим образовањем                   | 2085     |
| 111 | Мушко становништво старосног доба од 15 година и више са непотпуним средњим образовањем          | 1111     |
| 112 | Женско становништво старосног доба од 15 година и више са непотпуним средњим образовањем         | 974      |
| 113 | Становништво старо 15 и више година са пуним секундарном образовањем                             | 6669     |
| 114 | Мушко становништво старосног доба од 15 година и више са пуним секундарном образовањем           | 3358     |
| 115 | Женско становништво старосног доба од 15 година и више са пуним секундарном образовањем          | 3311     |
| 116 | Становништво старије од 18 година са постосновним образовањем                                    | 5944     |
| 117 | Мушко становништво старије од 18 година са постосновним образовањем                              | 3028     |
| 118 | Женско становништво старије од 18 година са постосновним образовањем                             | 2916     |
| 119 | Просечна оцена школовања                                                                         | 6.07     |
| 120 | Просечан ниво образовања мушке популације                                                        | 6.34     |
| 121 | Просечан ниво образовања женског становништва                                                    | 5.81     |
| 122 | Економски активно становништво                                                                   | 21797    |
| 123 | Економски активна мушка популација                                                               | 18165    |
| 124 | Економски активна женска популација                                                              | 3632     |
| 125 | Становништво које није економски активно                                                         | 26200    |
| 126 | Мушко становништво које није економски активно                                                   | 5258     |
| 127 | Женско становништво које није економски активно                                                  | 20942    |
| 128 | Запослено становништво                                                                           | 21291    |
| 129 | Запослено мушко становништво                                                                     | 17762    |
| 130 | Запослено женско становништво                                                                    | 3529     |
| 131 | Незапослена популација                                                                           | 506      |
| 132 | Незапослена мушка популација                                                                     | 403      |
| 133 | Незапослена женска популација                                                                    | 103      |
| 134 | Становништво без права на здравствене услуге                                                     | 27734    |
| 135 | Становништво које има право на здравствене услуге                                                | 41113    |
| 136 | Становништво које има право на ИМСС                                                              | 7402     |
| 137 | Становништво које има право на социјално осигурање                                               | 1837     |
| 138 | Становништво које има право на државно социјално осигурање                                       | 539      |
| 139 | Становништво које има право на опште осигурање или здравствено осигурање за нову генерацију      | 29076    |
| 140 | Становништво које је било једном или није било у браку током 12 година и више                    | 18379    |
| 141 | Венчано или уједињено становништво од 12 година и више                                           | 25705    |
| 142 | Становништво које је било у браку или уједињено 12 година и више                                 | 4122     |
| 143 | Становништво са католичком религијом                                                             | 25284    |
| 144 | Протестанти, еванђелисти и библијски следбеници различити од еванђелиста                         | 33047    |
| 145 | Становништво са другим религијама различитим од претходних                                       | 0        |
| 146 | Становништво без религије                                                                        | 9876     |
| 147 | Укупно пописаних домаћинства                                                                     | 13782    |
| 148 | Пописна домаћинства на челу са мушкарцима                                                        | 11220    |
| 149 | Пописна домаћинства на челу са женама                                                            | 2562     |
| 150 | Становништво у пописним домаћинствима                                                            | 69071    |
| 151 | Становништво у пописним домаћинствима на челу са мушкарцима                                      | 58582    |
| 152 | Становништво у пописним домаћинствима на челу са женама                                          | 10489    |
| 153 | Укупно домаћинстава                                                                              | 17015    |
| 154 | Укупно насељених домаћинстава                                                                    | 13798    |
| 155 | Укупно приватних кућа                                                                            | 16999    |
| 156 | Насељени приватни домови                                                                         | 13782    |
| 157 | Укупно насељених приватних кућа                                                                  | 13798    |
| 158 | Ненасељене приватне куће                                                                         | 2244     |
| 159 | Појединачна домаћинства за привремену употребу                                                   | 973      |
| 160 | Становници у насељеним приватним кућама                                                          | 69071    |
| 161 | Насељеност станара у приватним становима                                                         | 5.01     |
| 162 | Просечно становника по соби у приватним насељеним домаћинствима                                  | 1.6      |
| 163 | Појединачна домаћинства са подовима од различитих материјала од земље                            | 11530    |
| 164 | Појединачна домаћинства у приземљу                                                               | 2180     |
| 165 | Појединачна домаћинства са једном спаваћом собом                                                 | 6451     |
| 166 | Појединачна домаћинства са две спаваће собе и више                                               | 7269     |
| 167 | Појединачна домаћинства са једним собом                                                          | 1082     |
| 168 | Појединачна домаћинства са две собе                                                              | 4207     |
| 169 | Појединачна домаћинства са 3 собе и више                                                         | 8420     |
| 170 | Појединачна домаћинства која имају електрично светло                                             | 13489    |
| 171 | Појединачна домаћинства која немају електрично светло                                            | 211      |
| 172 | Појединачна домаћинства која имају водоводну воду у стамбеном простору                           | 10108    |
| 173 | Појединачна домаћинства која немају водоводну воду у стамбеном простору                          | 3592     |
| 174 | Појединачна домаћинства која имају тоалет                                                        | 13238    |
| 175 | Појединачна домаћинства која имају канализацију                                                  | 12824    |
| 176 | Појединачна домаћинства која немају канализацију                                                 | 842      |
| 177 | Појединачна домаћинства која имају електрично светло, довод воде из јавне мреже и канализацију   | 9595     |
| 178 | Појединачна домаћинства без икаквих услова                                                       | 880      |
| 179 | Појединачна домаћинства која имају радио                                                         | 10318    |
| 180 | Појединачна домаћинства која имају телевизор                                                     | 10230    |
| 181 | Појединачна домаћинства која имају фрижидер                                                      | 7412     |
| 182 | Појединачна домаћинства која имају машину за веш                                                 | 3336     |
| 183 | Појединачна домаћинства која имају аутомобил или комби                                           | 2287     |
| 184 | Појединачна домаћинства која имају рачунар                                                       | 996      |
| 185 | Појединачна домаћинства која имају фиксну телефонску линију                                      | 1709     |
| 186 | Појединачна домаћинства која имају мобилни телефон                                               | 4699     |
| 187 | Појединачна домаћинства која имају приступ интернету                                             | 420      |